# Звонкий ларингальный спирант (буква)
ᴤ (звонкий ларингальный спирант) — буква расширенной латиницы, используемая в Уральском фонетическом алфавите.

## Использование
В Уральском фонетическом алфавите буква обозначает звук, описываемый как «звонкий ларингальный спирант». По всей видимости, под ним подразумевается звонкий фарингальный фрикатив (символ в МФА — ʕ). Впервые появилась в варианте УФА 1970 года, ранее вместо неё использовались ʜ (1939) и ʿ (1901).